# Gymnase olympique de Yoyogi
 (avril 2025).
Si vous disposez d'ouvrages ou d'articles de référence ou si vous connaissez des sites web de qualité traitant du thème abordé ici, merci de compléter l'article en donnant les références utiles à sa vérifiabilité et en les liant à la section « Notes et références ».

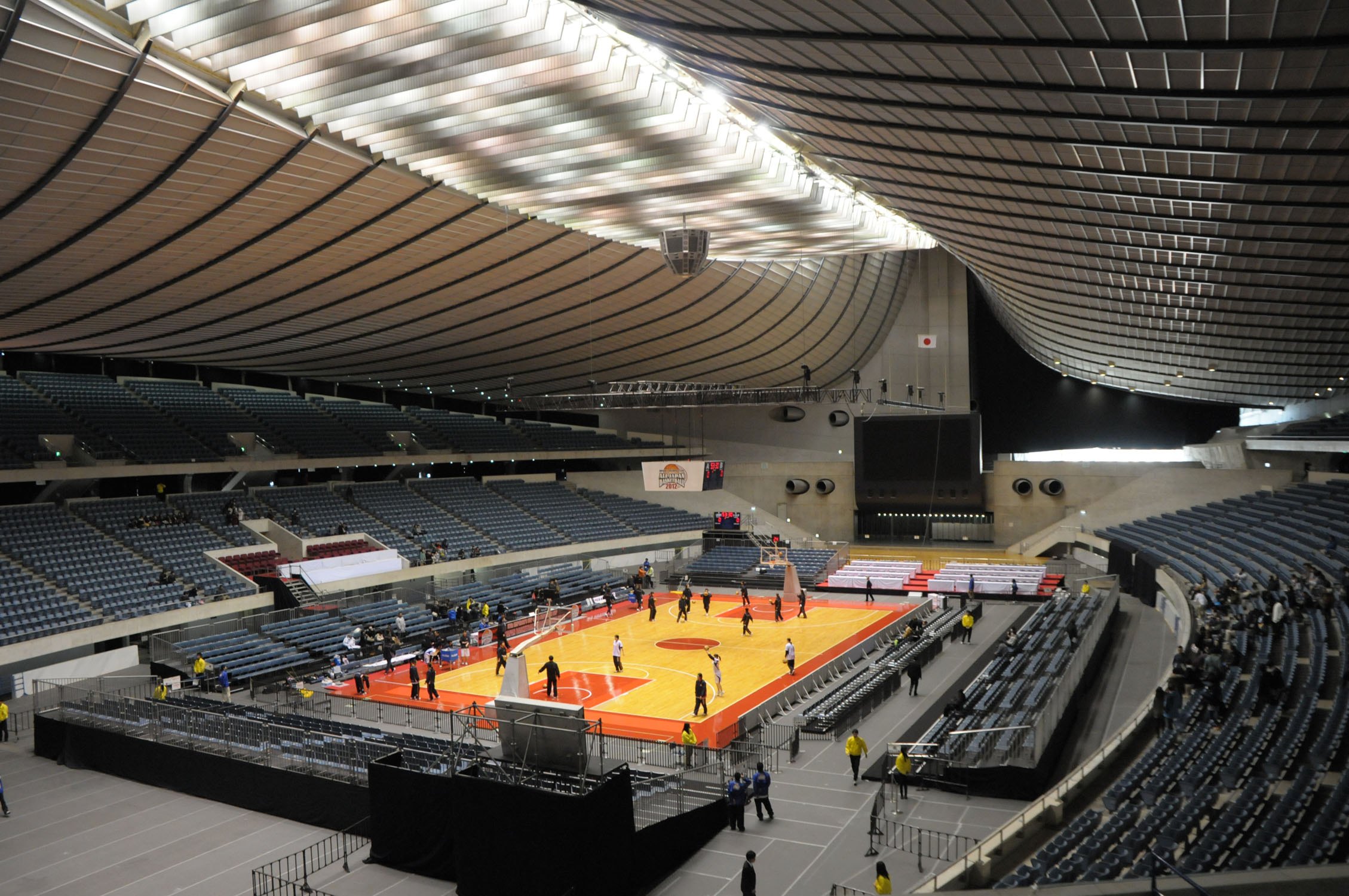

Le gymnase olympique de Yoyogi (国立代々木競技場, Kokuritsu Yoyogi Kyōgi-jō, en anglais : Yoyogi National Gymnasium) est un palais des sports située dans le parc Yoyogi à Tōkyō. Il est remarquable par la forme de son toit, en suspension.
Il a été imaginé par Kenzō Tange et construit entre 1961 et 1964 pour abriter les épreuves de natation et de plongeon des Jeux olympiques d'été de 1964. Une de ses annexes abrita la compétition de basket-ball au cours de ces mêmes Jeux. La forme du bâtiment inspira celle que donna Frei Otto aux bâtiments des Jeux olympiques d'été de 1972, à Munich.
La capacité de cette salle est de 13 921 places, qui se répartissent en 9 079 places aux stands, 4 124 places dans le « stade », et 88 places dans les loges officielles. Elle est située à proximité de la station de métro Harajuku.

## Utilisations

### Sports
Après les Jeux olympiques de 1964, ce lieu est principalement utilisé pour abriter des rencontres de hockey-sur-glace ou de basket-ball. Ainsi, en octobre 1997, la Ligue nationale de hockey occupe le gymnase pour les premières rencontres de la saison : deux matchs opposant les Canucks de Vancouver aux Mighty Ducks d'Anaheim. La saison suivante les deux matchs d'ouverture entre les Sharks de San José et les Flames de Calgary se sont également déroulés dans cette salle.
En 2010, cette salle abrite aussi les Championnats du monde de judo.
En patinage artistique, la salle a accueilli deux championnats du monde (1977 et 1985), trois finales du Grand Prix ISU (2000/2001, 2005/2006, 2009/2010), cinq championnats du monde par équipes (2009, 2012, 2013, 2015 et 2017) et neuf éditions du Trophée NHK (1979, 1984, 1986, 1988, 1992, 2008, 2013, 2021 et 2024). Elle reçoit également plusieurs éditions des championnats du Japon (2006 et 2020).
En 2021, elle abrite les épreuves masculine et féminine de handball aux Jeux olympiques de 2020.

### Concerts et événements
Le 11 mai 1985, Queen y joua, pour leur dernier concert au Japon.
La plupart des concerts à Tokyo d'Ayumi Hamasaki s'y sont déroulés, incluant la fin de son Arena Tour. Cette salle fut aussi le lieu unique des Countdown Lives. Britney Spears s'y est produite lors de son Britney : Live In Concert, réunissant 26 582 fans. Les groupes AKB48 et les SDN48 y ont aussi chanté.